# ビネ方程式
ビネ方程式（ビネほうていしき、英: Binet equation）は、ジャック・フィリップ・マリー・ビネが導出した方程式で、平面極座標系で表わされた軌道運動と、中心力を結びつける方程式である。中心力から軌道を導出する場合は、一般には二階非線形常微分方程式となる。力の中心回りの周回運動となる場合は、一意解は存在しない。

## 方程式
軌道の形は相対距離 r を角度 θ の関数として表わすのが便利なことが多い。ビネ方程式の場合、軌道の形は距離の逆数 u = 1/r を角度 θ の関数として表現する。比角運動量を h = L/m のように定義する。ここで、L は角運動量、m は質量である。すると、ビネ方程式は次のように表わされる。
{\displaystyle F({u}^{-1})=-mh^{2}u^{2}\left({\frac {\mathrm {d} ^{2}u}{\mathrm {d} \theta ^{2}}}+u\right)}

## 導出
ニュートン力学の運動の第2法則は、中心力のみが働く場合、次のように表わされる。
{\displaystyle F(r)=m({\ddot {r}}-r{\dot {\theta }}^{2})}
角運動量保存則から、次が要請される。
{\displaystyle r^{2}{\dot {\theta }}=h={\text{constant}}}
r の時間微分を、次のように u の角度微分に書き直す。
{\displaystyle {\begin{aligned}&{\frac {\mathrm {d} u}{\mathrm {d} \theta }}={\frac {\mathrm {d} }{\mathrm {d} t}}\left({\frac {1}{r}}\right){\frac {\mathrm {d} t}{\mathrm {d} \theta }}=-{\frac {\dot {r}}{r^{2}{\dot {\theta }}}}=-{\frac {\dot {r}}{h}}\\&{\frac {\mathrm {d} ^{2}u}{\mathrm {d} \theta ^{2}}}=-{\frac {1}{h}}{\frac {\mathrm {d} {\dot {r}}}{\mathrm {d} t}}{\frac {\mathrm {d} t}{\mathrm {d} \theta }}=-{\frac {\ddot {r}}{h{\dot {\theta }}}}=-{\frac {\ddot {r}}{h^{2}u^{2}}}\\\end{aligned}}}
これらを組み合わせると、次のようにビネ方程式が得られる。
{\displaystyle F=m({\ddot {r}}-r{\dot {\theta }}^{2})=-m\left(h^{2}u^{2}{\frac {\mathrm {d} ^{2}u}{\mathrm {d} \theta ^{2}}}+h^{2}u^{3}\right)=-mh^{2}u^{2}\left({\frac {\mathrm {d} ^{2}u}{\mathrm {d} \theta ^{2}}}+u\right)}

## 例

### ケプラー問題
古典的なケプラー問題における逆二乗則に従う軌道の計算は、ビネ方程式を微分方程式として解けばよい。
{\displaystyle {\frac {\mathrm {d} ^{2}u}{\mathrm {d} \theta ^{2}}}+u={\text{constant}}>0}
θ を近点から測ることとすると、一般解は次のように（逆数）極方程式で表わされる。
{\displaystyle lu=1+\varepsilon \cos \theta }
この式は半通径 l、離心率 ε の円錐曲線を表わしている。
シュワルツシルト座標用に導出された相対論的方程式は以下のようになる。
{\displaystyle {\frac {\mathrm {d} ^{2}u}{\mathrm {d} \theta ^{2}}}+u={\frac {r_{s}c^{2}}{2h^{2}}}+{\frac {3r_{s}}{2}}u^{2}}
ここで、c は光速、rs はシュワルツシルト半径である。ライスナー・ノルドシュトロム計量用のものは次のようになる。
{\displaystyle {\frac {\mathrm {d} ^{2}u}{\mathrm {d} \theta ^{2}}}+u={\frac {r_{s}c^{2}}{2h^{2}}}+{\frac {3r_{s}}{2}}u^{2}-{\frac {GQ^{2}}{4\pi \varepsilon _{0}c^{4}}}\left({\frac {c^{2}}{h^{2}}}u+2u^{3}\right)}
ここで、Q は電荷、ε0 は真空の誘電率である。

### 逆ケプラー問題
逆ケプラー問題を考える。どのような法則に従う力が円軌道ではなくある点を焦点とする楕円軌道（またはより一般的に円錐曲線）を与えるのであろうか？
上の楕円を表わす極方程式を二階微分すると、次を得る。
{\displaystyle l\,{\frac {\mathrm {d} ^{2}u}{\mathrm {d} \theta ^{2}}}=-\varepsilon \cos \theta }
したがって、力の従う法則は次のように得られる。
{\displaystyle F=-mh^{2}u^{2}\left({\frac {-\varepsilon \cos \theta }{l}}+{\frac {1+\varepsilon \cos \theta }{l}}\right)=-{\frac {mh^{2}u^{2}}{l}}=-{\frac {mh^{2}}{lr^{2}}}}
このようにして期待どおり逆二乗則が得られる。軌道パラメータ h2/l を GM もしくは keq1q2/m のような物理的値に置き換えれば、それぞれニュートンの万有引力の法則やクーロンの法則が得られる。
シュワルツシルト座標における実効力は次のように得られる。
ここで、第二項は近点移動などの四重極子効果に対応する逆四乗則項である（これは遅延ポテンシャルからも得られる）。
PPN形式においては、次のような方程式が得られる。
{\displaystyle F=-{\frac {GMm}{r^{2}}}\left(1+(2+2\gamma -\beta )\left({\frac {h}{rc}}\right)^{2}\right)}
ここで、一般相対性理論の場合は γ = β = 1 であり、古典力学の場合は γ = β = 0 である。

### コーツの螺旋
逆三乗則は次のように表わされる。
{\displaystyle F(r)=-{\frac {k}{r^{3}}}}
このような力に対応する軌道はコーツの螺旋と呼ばれる。ビネ方程式から、この軌道は次の方程式を満たすことがわかる。
{\displaystyle {\frac {\mathrm {d} ^{2}u}{\mathrm {d} \theta ^{2}}}+u={\frac {ku}{mh^{2}}}=Cu}
この微分方程式の解は、ケプラー問題の場合と似て三通りの解を持つ C < 1 の場合、解はエピ螺旋となる。病的な例として C = 0 の場合の直線を含む。C = 1 の場合、解は双曲螺旋となる。C > 1 の場合はポアンソーの螺旋となる。

### 外軸円運動
ビネ方程式では、力の中心周りの円運動に対応する力の法則を導くことはできないが、円運動の中心と力の中心が一致していない場合は力の法則を導くことができる。力の中心を通過する円運動を考えることにする。このような円軌道の（逆）極方程式は、半径を D とすると次のように表わされる。
{\displaystyle D\,u(\theta )=\sec \theta }
u を二階微分し、ピタゴラスの三角恒等式を用いると次を得る。
{\displaystyle D\,{\frac {\mathrm {d} ^{2}u}{\mathrm {d} \theta ^{2}}}=\sec \theta \tan ^{2}\theta +\sec ^{3}\theta =\sec \theta (\sec ^{2}\theta -1)+\sec ^{3}\theta =2D^{3}u^{3}-D\,u}
したがって、力は次の法則に従う。
{\displaystyle F=-mh^{2}u^{2}\left(2D^{2}u^{3}-u+u\right)=-2mh^{2}D^{2}u^{5}=-{\frac {2mh^{2}D^{2}}{r^{5}}}}
一般の逆問題、すなわち 1/r5 に比例する引力から軌道を導くのは非常に難しい問題である。これは、
{\displaystyle {\frac {\mathrm {d} ^{2}u}{\mathrm {d} \theta ^{2}}}+u=Cu^{3}}
のような非線形方程式を解くことに相当するからである。